# آدم قرب
آدم قرب هو لاعب كرة قدم تونسي ولد في 22 مايو من عام 2003، ويلعب كلاعب وسط لفريق النادي الأفريقي التونسي ولمنتخب تونس تحت 20 سنة لكرة القدم.